# グァラパリ
座標: 南緯20度39分 西経40度30分 / 南緯20.650度 西経40.500度

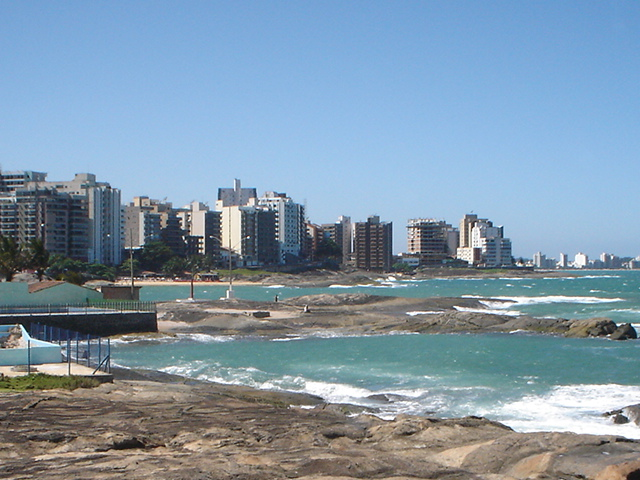

グァラパリ（Guarapari）は、ブラジルのエスピリトサント州の都市。人口は126,701人（2020年）、面積は592km²である。 州都ヴィトーリアから47km南に位置し、地域連合であるグレーター・ヴィトーリア(Greater Vitória)を構成する都市のひとつ。

## 概要

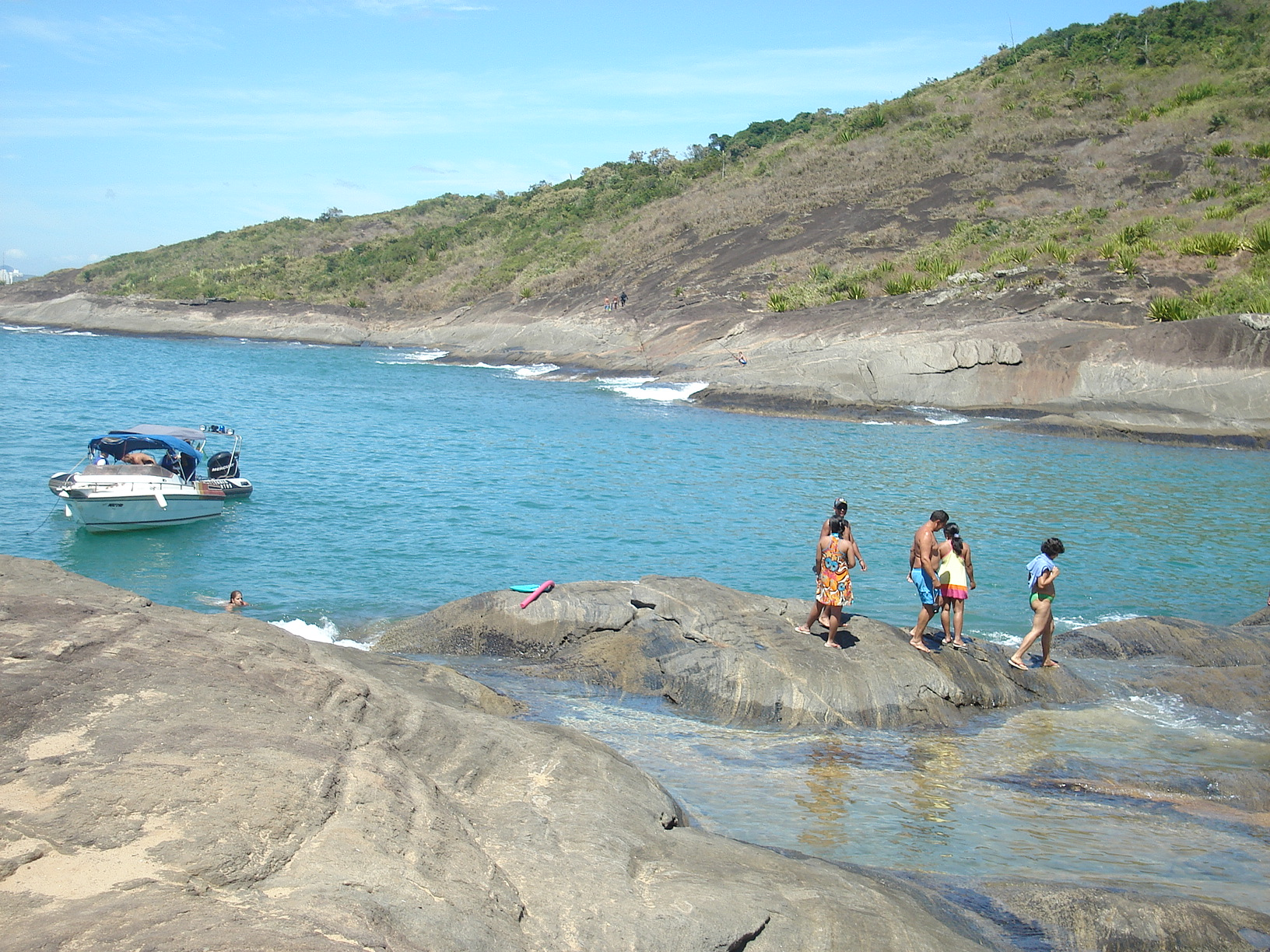
セチバ自然保護区の海岸

グァラパリはブラジルでも有名な観光地の一つで、美しい曲線を描く白い砂浜で知られている。ヴィラ・ヴェーリャやヴィトーリアのように、海岸線に面した土地は隙間なく開発されており、高層建築が建ち並んでいる。観光客の数は季節による変動が大きい。市内にはセチバ（Setiba）自然保護区が設定されており、カメや鳥などの原始的な沿岸生態系の保護が行われている。

### 歴史
この都市の歴史はヨーロッパ人によって記録されており、1585年にイエズス会の宣教師達が小さな礼拝堂を建て、井戸を掘った記録が残されている。

### 高自然放射線
また、グァラパリは世界でも有数の自然放射線量の地域としても知られる。グァラパリの周辺地域には放射性物質を含むモナザイトが多く埋蔵されており、このモナザイトが砂として海岸に堆積した為とされている。その線量は年間0.9～28mGyで平均で5.5mGyである。地域の有意な健康への影響は確認出来なかった等の調査報告もあり、日本においては電力会社が自然放射線量及び原子力発電所の安全性を説明する場合において、この都市を事例の一つに用いる場合もあったが、内部被曝によるものと思われる末梢血リンパ球の染色体異常や、対照地域に比べて癌の死亡率が高いとする調査報告もある。

## 出身者
- ルーカス・コウチーニョ・タバレス - サッカー選手